# Frank Hyde

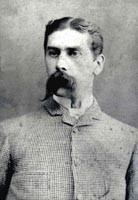
Frank Hyde nel 1878

Frank Hyde (Londra, 8 ottobre 1849 – 1937) è stato un pittore inglese.

## Biografia
Frank Hyde era figlio di un militare e proprietario terriero che viveva nel Berkshire. Studiò ed espose le sue tele a Londra, alla Royal Academy of Arts. Nel corso della Guerra franco-prussiana prese servizio presso la Royal Engineers.

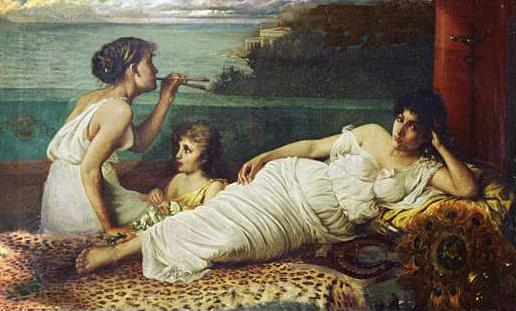
Frannk Hyde, Rosina Ferrara, 1880 circa

Nel 1870 acquistò un'abitazione, nel monastero di Santa Teresa ad Anacapri e durante i soggiorni capresi ritrasse più volte la modella locale Rosina Ferrara e divenne amico del pittore John Singer Sargent, che passava lunghi periodi a Capri.
Nel 1914 pubblicò l'articolo Island of the Sirens, sulla rivista International Studio, illustrando le meraviglie del paesaggio caprese, la vita semplice e naturale degli abitanti di quest'isola, che era frequentata, dipinta e amata da pittori stranieri.
Nel corso della I Guerra mondiale, Hyde partecipò all'esposizione "Coming Home: Conflict & Care", al Maidstone Museum & Art Gallery, con tre dipinti fortemente realistici, tra cui l'Arrivo di un convoglio di soldati feriti alla Maidstone Station, Kent (1916) e la Conquista del Trônes Wood, dipinto ispirato alla battaglia combattuta fra l'8 e il 14 luglio 1916.

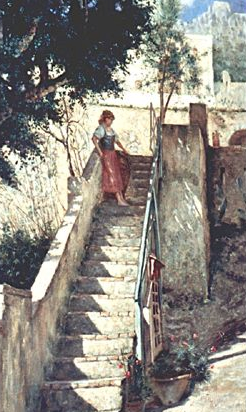
Frank Hyde, Gradini a Capri

Il suo dipinto  Bugler Timmins RM, l'eroe bambino, ora nelle collezioni della Napier Road School, ricorda una storia di guerra. Tiro alla fune, una curiosa ed ironica gara di tiro alla fune, fra due gruppi di monaci che indossano tonache diverse (1891), è allo Salford Museum and Art Gallery, nella Grande Manchester. Costa di Capri e figura e  Arrivo di un convoglio di soldati feriti alla Maidstone Station, Kent sono conservati al Maidstone Museum (Kent). Frank Hyde disegnò anche figure ridicole e comiche, per l'editore d'arte Raphael Tuck e collaborò con illustrazioni al periodico The Graphic.
Nel 1876, Frank Hyde sposò Constance Mary Louise Felgate. Rimasto vedovo, nel 1881 ha sposato Florence Ellen Louise Rowley, da cui ha avuto la figlia Mina e il figlio Francis Angerstein Clarendon Rowley-Hyde.
Dal 1870, Hyde ha lavorato nel suo atelier di Pett Wood Cottage, sua residenza inglese, a Stockbury, nel Kent.